# Élihu (Bible)

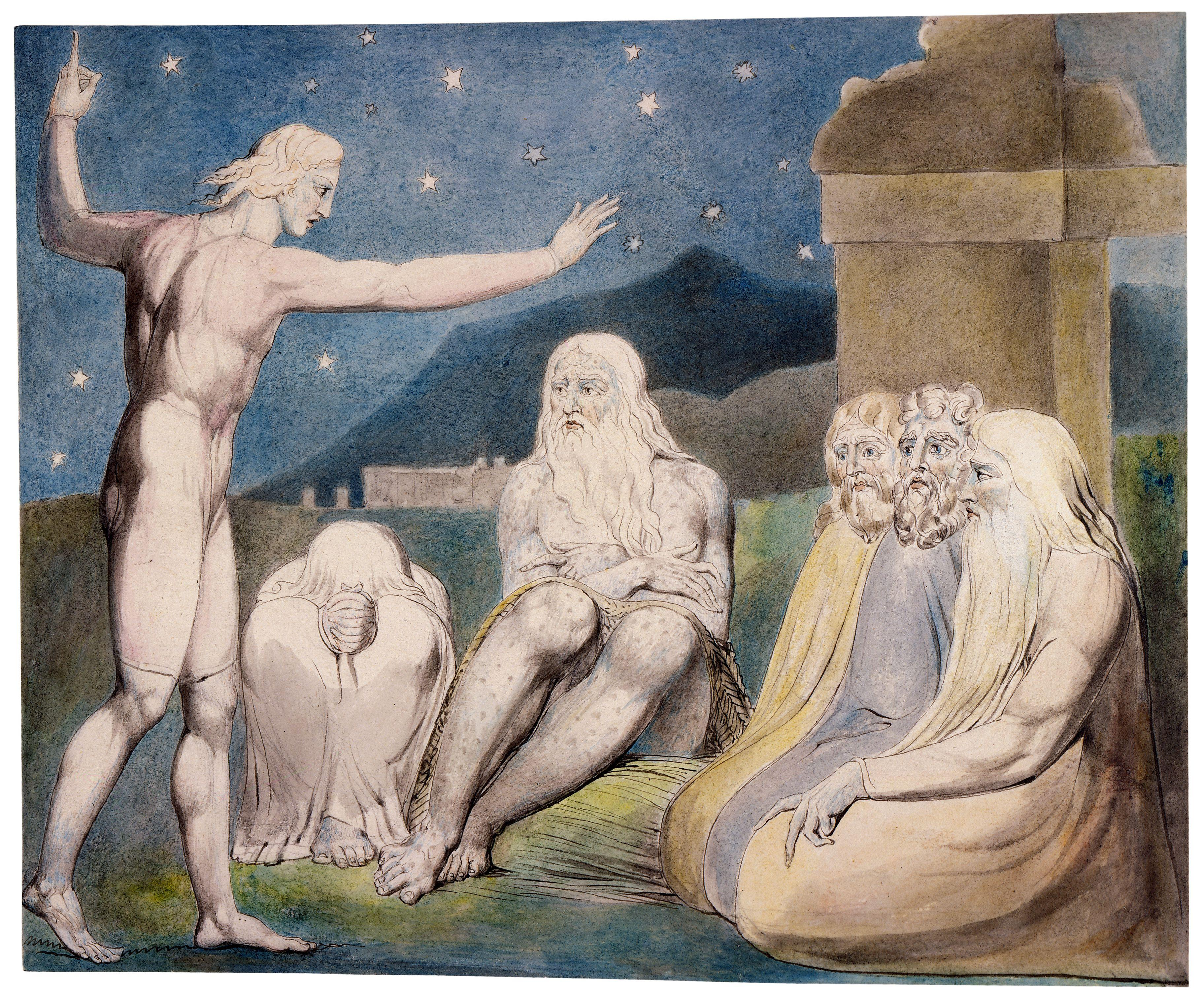
La Colère d'Élihu (1805) de William Blake; l'une de ses Illustrations du Livre de Job

Élihu, ou Élihou, de l'hébreu אֱלִיהוּא (Ĕlīhū), "Il est mon Dieu", est un personnage de la Bible, détracteur de Job et de ses trois amis dans le Livre de Job. On raconte qu'il fût le fils de Barakéel et d'un descendant de Buz, qui pourrait être issu de la lignée d'Abraham (Genèse 22:20-21 mentionne Buz comme étant un neveu d'Abraham).

## Monologues d'Élihu
Élihu est présenté dans Job 32:2, jusqu'à la fin du livre. Ses discours comprennent les chapitres 32-37, et il ouvre son discours avec bien plus de modestie que ne le démontrèrent les autres consolateurs. Élihu s'adresse à Job par son nom (Job 33:1, 33:31, 37:14), et ses paroles diffèrent de celles prononcées par les trois amis dans la mesure où ses monologues discutent de la Providence, dont il insiste qu'elle est remplie de sagesse et de miséricorde.
La préface du narrateur en Job 32:4-5 et les propres mots d'Élihu en Job 32:11 indique qu'il avait attentivement écouté la conversation entre Job et les trois autres hommes. Il admet également qu'il n'est pas un ancien (32:6-7). Comme le révèle le monologue d'Élihu, sa colère contre les trois hommes plus âgés était si forte qu'il ne pouvait se contenir (32:2–4). Un "jeune homme en colère",, il est critique envers Job et ses amis :
I have words for a reply to you and your friends as well. (« Moi, je te répliquerai, en même temps qu’à tes amis. »)
Selon le pasteur écossais Andrew Bruce Davidson, les "amis" ou les compagnons de ce verset ne sont pas ses trois amis Bildad, Éliphaz, et Zophar, mais "Job est probablement considéré comme le centre d'un cercle d'individus qui chérissaient les mêmes doutes païens concernant la Providence tel qu'il le faisait".
Élihu déclare que les justes ont leur part de prospérité dans cette vie, pas moins que les malfaisants. Il enseigne que Dieu est suprême, et que nous devons reconnaître et nous soumettre à cette suprématie en raison de la sagesse divine. Il tire des exemples de bienveillance de, par exemple, les merveilles constantes de la création et des saisons.
Les discours d'Élihu se terminent brusquement, et il disparaît "sans laisser de trace", à la fin du chapitre 37.

## Pseudonymat probable du personnage
Les discours d'Élihu (n'étant pas mentionné dans le prologue) contredisent les opinions fondamentales exprimées par les 'accusateurs amis' dans le corps central du texte, qu'il est impossible que les justes doivent souffrir, toute peine étant une punition pour un certain péché.
Élihu déclare que la souffrance peut être décrété par les justes comme une protection contre un plus grand péché, pour une amélioration morale et un avertissement, ainsi que susciter une plus grande confiance et de dépendance à un Dieu miséricordieux et charitable au milieu de l'adversité.
Certains auteurs s'interrogent sur le statut de l'interruption d'Élihu et son sermon didactique en raison de son apparition et de sa disparition soudaines dans le texte. Même les spécialistes considérant le Livre de Job comme une composition littéraire par un seul auteur mènent à regarder dans les discours d'Élihu un premier ajout ou un commentaire au livre originel. Il n'est pas mentionné en Job 2:11, dans lequel les amis de Job sont présentés, il n'est d'ailleurs pas du tout mentionné dans l'épilogue, 42:7–10, dans lequel Dieu exprime sa colère aux amis de Job. Son discours comprend plus d'araméen que la suite du livre.

## Théories concernant la paternité
Les premiers travaux académiques avec des spécialistes tels qu'Albert Barnes et John Lightfoot attribuèrent parfois la paternité du Livre de Job à Élihu.